# Ministère des Finances (Danemark)
Pour les articles homonymes, voir Ministère des Finances.
Le ministère des Finances (en danois : Finansministeriet) est un ministère danois qui supervise le budget du pays. Il est dirigé par Nicolai Wammen depuis le 27 juin 2019.

## Liste des ministres
| Nom | Nom                     | Gouvernement                                              | Début du mandat   | Fin du mandat     |
| --- | ----------------------- | --------------------------------------------------------- | ----------------- | ----------------- |
|     | Kristian Hansen Kofoed  | Erik Scavenius                                            | 9 novembre 1942   | 5 mai 1945        |
|     | Hans Christian Hansen   | Vilhelm Buhl II                                           | 5 mai 1945        | 7 novembre 1945   |
|     | Thorkil Kristensen      | Knud Kristensen                                           | 7 novembre 1945   | 30 octobre 1950   |
|     | Hans Christian Hansen   | Hans Hedtoft I                                            | 13 novembre 1947  | 30 octobre 1950   |
|     | Thorkil Kristensen      | Erik Eriksen                                              | 30 octobre 1950   | 30 septembre 1953 |
|     | Viggo Kampmann          | Hans Hedtoft II, H. C. Hansen I et II et Viggo Kampmann I | 30 septembre 1953 | 30 mars 1960      |
|     | Kjeld Philip            | Viggo Kampmann I et II                                    | 30 mars 1960      | 7 septembre 1961  |
|     | Hans R. Knudsen         | Viggo Kampmann II Jens Otto Krag I                        | 7 septembre 1961  | 3 novembre 1962   |
|     | Poul Hansen             | Jens Otto Krag I et II                                    | 3 novembre 1962   | 24 août 1965      |
|     | Henry Grünbaum          | Jens Otto Krag II                                         | 24 août 1965      | 2 février 1968    |
|     | Poul Møller             | Hilmar Baunsgaard                                         | 2 février 1968    | 17 mars 1971      |
|     | Erik Ninn-Hansen        | Hilmar Baunsgaard                                         | 17 mars 1971      | 11 octobre 1971   |
|     | Henry Grünbaum          | Jens Otto Krag III et Anker Jørgensen I                   | 11 octobre 1971   | 6 décembre 1973   |
|     | Anders Andersen         | Poul Hartling                                             | 13 février 1975   | 19 décembre 1973  |
|     | Knud Heinesen           | Anker Jørgensen II et III                                 | 13 février 1975   | 26 octobre 1979   |
|     | Svend Jakobsen          | Anker Jørgensen IV                                        | 26 octobre 1979   | 30 décembre 1981  |
|     | Knud Heinesen           | Anker Jørgensen V                                         | 30 décembre 1981  | 10 septembre 1982 |
|     | Henning Christophersen  | Poul Schlüter I                                           | 10 septembre 1982 | 23 juillet 1984   |
|     | Palle Simonsen          | Poul Schlüter I, II et III                                | 23 juillet 1984   | 30 octobre 1989   |
|     | Henning Dyremose        | Poul Schlüter III et IV                                   | 30 octobre 1989   | 25 janvier 1993   |
|     | Mogens Lykketoft        | Nyrup Rasmussen I, II, III et IV                          | 25 janvier 1993   | 21 décembre 2000  |
|     | Pia Gjellerup           | Nyrup Rasmussen IV                                        | 21 décembre 2000  | 27 novembre 2001  |
|     | Thor Pedersen           | Fogh Rasmussen I et II Løkke Rasmussen I                  | 27 novembre 2001  | 23 novembre 2007  |
|     | Lars Løkke Rasmussen    | Fogh Rasmussen III                                        | 23 novembre 2007  | 7 avril 2009      |
|     | Claus Hjort Frederiksen | Løkke Rasmussen I                                         | 7 avril 2009      | 3 octobre 2011    |
|     | Bjarne Corydon          | Thorning-Schmidt I et II                                  | 3 octobre 2011    | 28 juin 2015      |
|     | Claus Hjort Frederiksen | Løkke Rasmussen II                                        | 28 juin 2015      | 28 novembre 2016  |
|     | Kristian Jensen         | Løkke Rasmussen III                                       | 28 novembre 2016  | 27 juin 2019      |
|     | Nicolai Wammen          | Frederiksen I et II                                       | 27 juin 2019      | en cours          |